# Juan de Iriarte
Juan de Iriarte y Cisneros (Puerto de la Cruz, 15 de diciembre de 1702-Madrid, 23 de agosto de 1771) fue un helenista, latinista, bibliógrafo, lexicógrafo y poeta español de la Ilustración, tío del poeta y dramaturgo Tomás de Iriarte y de los diplomáticos Bernardo de Iriarte y Domingo de Iriarte.

## Biografía
A los once años fue enviado a París para completar su educación; dos años después pasó a Ruan en compañía de monsieur Hely, amigo de su padre y antiguo cónsul de Francia en las islas Canarias. Fueron tan singulares los progresos del muchacho en todas las disciplinas, que sobrepasó a todos sus condiscípulos y se creyó conveniente enviarlo de nuevo a París, al Liceo Louis-le-Grand, donde también estudiaba Voltaire, y pasó los ocho siguientes años. En 1723 abandonó el colegio y se trasladó a Londres para completar sus estudios, de forma que terminó dominando el griego, el latín, el francés y el inglés como su misma lengua nativa.
Luego regresó a su isla natal, pero como se encontró con el fallecimiento de su padre y ahí sus talentos permanecían desaprovechados, marchó en 1724 a Madrid, donde obtuvo la protección del jesuita escocés Guillermo Clarke, confesor y bibliotecario de Felipe V; ocupó, pues, cargos de confianza en Palacio y fue nombrado en 1729 Oficial Escribiente de la recién fundada Biblioteca Real, y tres años más tarde Bibliotecario de Asiento. En tales labores editó en 1729 una Regia Matritensis Bibliotheca Geographica et Chronologica, el primer catálogo publicado por la Biblioteca Pública Real. 
El Bibliotecario Mayor de la institución e historiador Juan de Ferreras hizo posible que Iriarte fuera designado preceptor de los hijos de los Duques de Béjar y de Alba (1725) y del infante don Manuel de Portugal. Tomó parte en la redacción del Diario de los Literatos (1737) como crítico literario, junto a ilustrados de la talla de Gregorio Mayáns y Siscar y Lorenzo Hervás y Panduro. Escribió una prolija Gramática latina en verso con comentario en prosa, lo que le valió elogios como humanista. Por ello el ministro marqués de Villarias creyó conveniente nombrarlo oficial traductor de la primera Secretaría de Estado el 21 de febrero de 1742 y en razón de este cargo redactó despachos latinos para las diversas cortes de Europa, así como las inscripciones oficiales puestas en las tumbas de los reyes, palacios, conventos, puentes y calzadas, hasta el mismo momento de su muerte. Al año siguiente es nombrado miembro supernumerario de la Real Academia Española y de número el 21 de septiembre de 1747. También se le eligió en la de Bellas Artes de San Fernando en 1752. Su discurso de entrada en la primera versó Sobre la imperfección de los diccionarios que, junto con sus trabajos como director del gran Diccionario latino-español que el gobierno le había mandado redactar, es su principal contribución a la lexicografía. Compuso además una Paleografía griega y una Bibliotheca graeca en la que describía no menos de cincuenta códices griegos de la Real que copió el famoso Constantino Lascaris y que estaban bajo su custodia. Sus trabajos bibliográficos, sin embargo, se extendieron más lejos, y se le debe, además, una Lista de los Principales Manuscritos de la Librería de los Marqueses de Villena. Sacada de la Hijuela Authentica de los bienes que quedaron por muerte del Marqués Don Andrés Pacheco, en 9 de octubre de 1748. Por la tarde por mí mismo, que se conserva en la Biblioteca de la Fundación Juan March. También convenció al padre Enrique Flórez, gran amigo suyo, para que comenzase su monumental España sagrada. Sobresalió, por otra parte, como poeta latino (Tauromaquia matritensis, sive taurorum ludi, 1725), y en este campo sus versos latinos fueron más celebrados que los que también compuso en castellano. Destacan quizá sus epigramas, de los que compuso ciento catorce, y de los que dejó esta definición:

A la abeja semejante,
para que cause placer,
el epigrama ha de ser
pequeño, dulce y punzante.

Construidos en verso octosílabo, por lo general redondillas o cuartetas asonantadas, y con estética neoclásica, como el epigrama dedicado a Góngora: "Del obscuro Licofrón / mereces, Góngora, el nombre; / que si él fue griego entre griegos, / tú eres griego entre españoles".
Como gramático redactó también Sobre los verbos reflexivos y recíprocos, 1756; Advertencias sobre la sintaxis castellana, 1755 y la ya citada Gramática latina en verso castellano, 1764, reimpresa al poco de su muerte al cuidado de su sobrino, el poeta, comediógrafo y fabulista Tomás de Iriarte. Las Obras sueltas de don Juan de Iriarte salieron a expensas de la aristocracia madrileña en dos elegantes tomos en cuarto mayor publicados en 1774 con un retrato compuesto y dibujado por Mariano Salvador Maella y grabado por Carmona.

## Obras
- Obras sueltas de don Juan de Iriarte, Madrid, 1774, dos vols.
- Regiae Bibliothecae Matritensis Codices Mss. Joannes Iriarte, eiusdem Custos, Manuscriptorum museo olim praepositus, idemque Regis Interpres intimus, excussit, recensuit, notis, indicibus, anecdotis pluribus evulgatis illustravit (1729)
- Artículos diversos en el Diario de los Literatos (1737)
- Sobre la imperfección de los diccionarios, discurso de ingreso en la Real Academia Española, 1747.
- Colección de refranes castellanos traducidos en metros latinos, 1749.
- Sobre los verbos reflexivos y recíprocos, 1756.
- Advertencias sobre la sintaxis castellana, 1755.
- Gramática latina en verso castellano, 1764.
- Paleografía griega, 1760.
- Bibliotheca graeca
- Crítica a las endechas de don Antonio de Solís a la conversión de San Francisco de Borja.
- Tauromaquia matritensis, sive taurorum ludi, Lista de los Principales Manuscritos de la Librería de los Marqueses de Villena. 1725.
- Lista de los Principales Manuscritos de la Librería de los Marqueses de Villena. Sacada de la Hijuela Authentica de los bienes que quedaron por muerte del Marqués Don Andrés Pacheco, en 9 de octubre de 1748. Por la tarde por mí mismo.

## Fuente
- Leopoldo Augusto de Cueto, Poetas líricos del silgo XVIII. Madrid: Atlas, 1953, t. III, p. 493-502.